# سیارک ۳۵۴۴۱
سیارک ۳۵۴۴۱ (به انگلیسی: 35441 Kyoko، نامگذاری:1998BH33) سی و پنج هزار و چهارصد و چهل و یکمین سیارک کشف شده‌است که در ۳۱ ژانویه ۱۹۹۸ کشف شد.